# Kirche Zum Heiligen Kreuz (Meiningen)

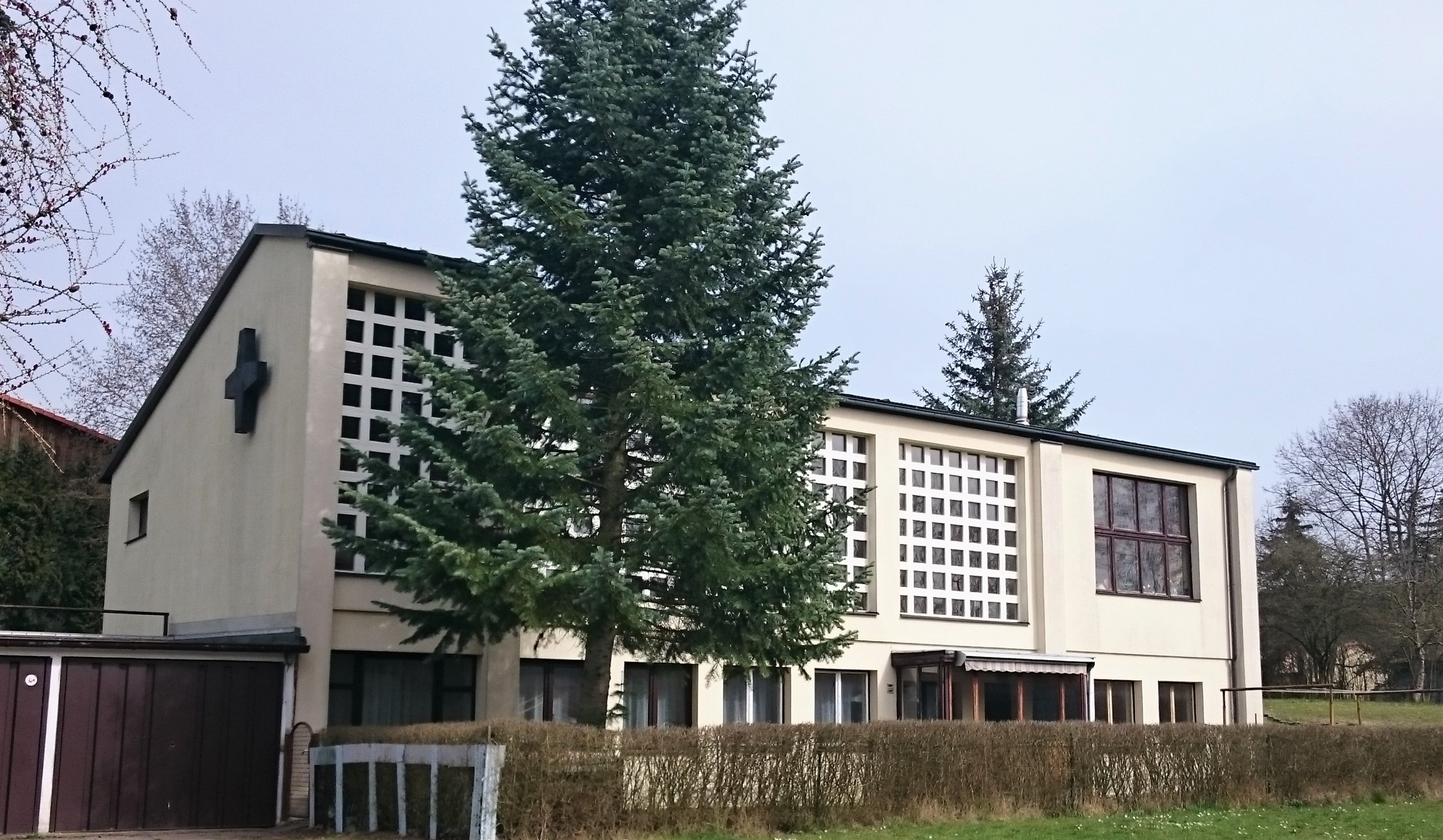
Kirche Zum Heiligen Kreuz

Die Kirche Zum Heiligen Kreuz in der Kreisstadt Meiningen ist eine auch Kreuzkirche genannte evangelisch-lutherische Kirche in Südthüringen. Sie gehört zum Pfarrbereich II der Kirchgemeinde Meiningen im Kirchenkreis Meiningen der Evangelischen Kirche in Mitteldeutschland.

## Geschichte
Die Kirche „Zum Heiligen Kreuz“ ist der Nachfolgebau einer 1952 in der Leipziger Straße 42 im Stadtteil Nordstadt errichteten Kirchsaalbaracke. Die stetige Ausdehnung der Stadt nach Norden verlangte eine neue Kirche für die dortigen Stadtteile Nordstadt und Jerusalem. Die Kirchsaalbaracke benannte man nach der unweit im Spätmittelalter existierenden und im Dreißigjährigen Krieg zerstörten Siechenkirche „Zum Heiligen Kreuz“. Sie galt zunächst als Provisorium und sollte später von einem angemessenen Neubau ersetzt werden.
Der 1974 begonnene Kirchenneubau wurde wegen örtlicher Befindlichkeiten gestoppt. So erbaute man von 1975 bis 1978 die neue Kreuzkirche einen knappen Kilometer entfernt am neuen Standort in der Leipziger Straße 90 – mit Mitteln eines von der Evangelischen Kirche in Deutschland (EKD) finanzierten Kirchenbauprogramms in der DDR. Die Baukosten betrugen 66.000 Valutamark (= 66.000 D-Mark, die der DDR-Staat kassierte und dafür 66.000 DDR-Mark bereitstellte). Drei Viertel der Baukosten trug die Württembergische Partnerkirche, gebaut wurde vom DDR-Außenhandelsbetrieb Limex-Bau Export-Import. 
Zu DDR-Zeiten war der Neubau einer Kirche ein seltener Fall. Architekt war Carl Landgraf, die Bauaufsicht führte Kirchenbauoberamtmann Rolf Wolfram. 1977 wurde die Orgel eingebaut. Die Weihe fand mit einem festlichen Gottesdienst am 16. April 1978 statt. Der Glockenträger mit der vom Vorgängerbau stammenden Glocke wurde 1988 eingeweiht. Von 1993 bis 2000 wurden Modernisierungsarbeiten durchgeführt und das Dach mit Kupferplatten neu gedeckt. Die Kreuzkirche wird insbesondere für Gottesdienste für die in den umliegenden Stadtteilen lebenden Christen, für Konfirmationen und Jugendgottesdienste sowie als Begegnungsstätte verschiedener Kulturen genutzt.

## Bauwerk

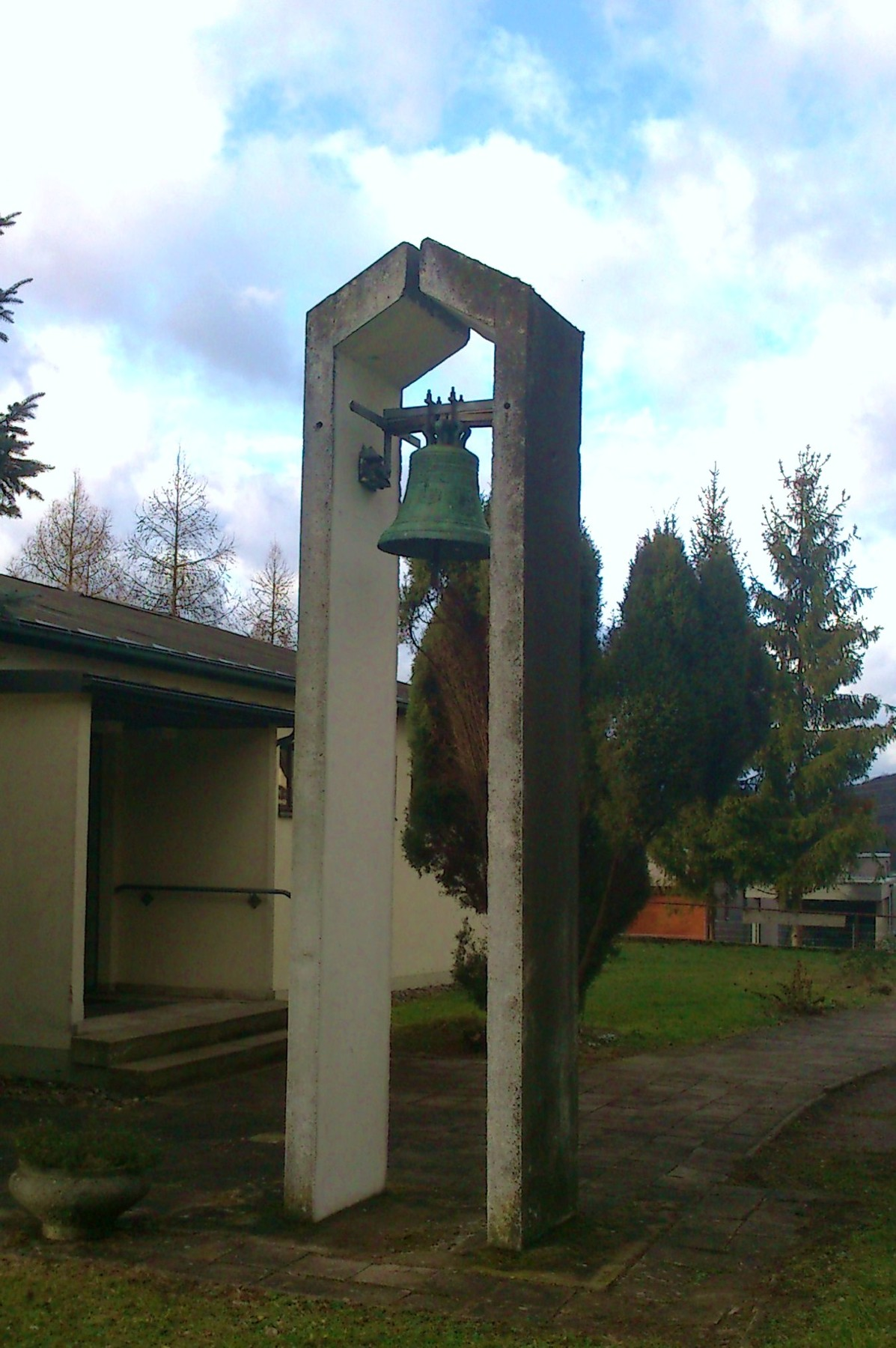
Glockenträger

Die Kirche „Zum Heiligen Kreuz“ steht im Stadtteil Nordstadt unweit des Stadtteiles Jerusalem nahe der Bundesstraße 19. Das außen schlichte Bauwerk entspricht dem DDR-Baustil der 1970er Jahre, versehen mit großflächigen Fenstern mit quadratischen Betonsprossen an der Westseite. Die fensterlose Nordseite ziert ein großes kupfernes Kreuz und die Eingangstür besitzt ein Nagelkreuz, beides geschaffen vom Meininger Kunstschmied Klaus Tenner. Im Innern bietet die Kirche Platz für 150 Personen. Die sakrale Einrichtung in Holz und Kupfer gestaltete die Künstlerin Elly-Viola Nahmmacher aus Greiz. Die Altarwand ist mit Natursteinblenden und sieben Kerzenhaltern in Form von Fackeln versehen. Die Vorderseite des Altars ist dem Thema „Wandelndes Gottesvolk“ gewidmet. Am Kanzelpult sind die Symbole der Trinität Gott der Vater, Jesus Christus und Heiliger Geist angebracht. Christus ist gleichermaßen als Gekreuzigter und Auferstandener aus einem Atomkern steigend überlebensgroß dargestellt.
Die Glocke hängt außerhalb des Kirchengebäudes in einer Glockenstele, die der Glockenstele der Versöhnungskirche in Gotha nachempfunden ist. Die Bronzeglocke mit einem Durchmesser von 60 Zentimetern hat den Ton es; sie wurde 1646 von Jacob Koignen in Erfurt für die Kirche in Behrungen gegossen. 1952 kam sie nach Meiningen und wurde in einem Dachreiter der Kirchsaalbaracke aufgehängt. Am 4. Advent 1988 fand die Wiedereinweihung statt. Des Weiteren besitzt die Kirche eine Küsterwohnung. In den Jahren 2004 und 2005 wurde das Bauwerk renoviert.